# 25: la nostra storia
25: la nostra storia è la settima raccolta dei Pooh uscita nel 1990.

## Il disco
Doppia raccolta antologica che comprende 26 brani, scelti uno per ogni anno del complesso.
Vengono incluse Happy Christmas, cover di John Lennon realizzata dai Pooh come omaggio all'ex leader dei Beatles nel 1982, a due anni dalla tragica morte e Concerto per un'oasi, singolo pubblicato nel 1989 a sostegno della campagna del WWF. L'album prevede un brano rappresentativo per ogni anno ma le prime 4 tracce sono in realtà ricantate dai Pooh per l'occasione. Le canzoni successive, da "Tanta Voglia Di Lei" a "Non Siamo In Pericolo" vengono remixate. Tale operazione viene criticata da una parte dei fan del gruppo mentre un'altra parte la loda in quanto dopo questo "trattamento" è possibile apprezzare maggiormente le trame sonore di ogni brano. L'album è andato fuori catalogo dopo la seconda tiratura.
Il tour teatrale che coinvolge il gruppo viene racchiuso in una doppia VHS registrata durante la tappa cremonese al Teatro Ponchielli.
La prima stampa del vinile ha copertina in carta riciclata. La seconda ha copertina in cartoncino tradizionale lucido.

## Tracce
Cd 1
1. Vieni fuori ( Keep on runnin ) (Edwards - Negrini)
2. Quello che non sai ( Rag doll ) (Crewe - Gaudio - Negrini)
3. Piccola Katy (Facchinetti - Negrini)
4. In silenzio (Facchinetti - Negrini)
5. Tanta voglia di lei (Facchinetti - Negrini)
6. Pensiero (Facchinetti - Negrini)
7. Noi due nel mondo e nell'anima (Facchinetti - Negrini)
8. Io e te per altri giorni (Facchinetti - Negrini)
9. Eleonora mia madre (Facchinetti - D'Orazio)
10. Se sai se puoi se vuoi (Facchinetti - Negrini)
11. Pierre (Facchinetti - Negrini)
12. Dammi solo un minuto (Facchinetti - Negrini)
13. Ci penserò domani (Battaglia - Negrini)
14. Notte a sorpresa (Facchinetti - Negrini)

Cd 2	
1. Canterò per te (Battaglia - Negrini)
2. Chi fermerà la musica (Facchinetti - Negrini)
3. Non siamo in pericolo (Facchinetti - Negrini)
4. Lettera da Berlino Est (Canzian - Facchinetti - D'Orazio)
5. La mia donna (Facchinetti - Negrini)
6. Se nasco un'altra volta (Facchinetti - Negrini)
7. Giorni infiniti (Facchinetti - Negrini)
8. Per te domani (Facchinetti - Negrini)
9. Che vuoi che sia (Facchinetti - D'Orazio)
10. Concerto per un'oasi (Strumentale) (Facchinetti)
11. Uomini soli (Facchinetti - Negrini)
12. Happy Christmas ( War is over ) (Lennon - Ono)

## Formazione
- Roby Facchinetti - voce, pianoforte, tastiera
- Dodi Battaglia - voce, chitarra
- Stefano D'Orazio - voce, batteria, percussioni
- Red Canzian - voce, basso

## Classifiche

### Classifiche settimanali
| Classifica (1990-91) | Posizione massima |
| -------------------- | ----------------- |
| Europa               | 56                |
| Italia               | 4                 |

### Classifiche di fine anno
| Classifica (1991) | Posizione |
| ----------------- | --------- |
| Italia            | 24        |